# Diexismo
Diexismo es la afición de escuchar emisoras de radio lejanas o exóticas. El nombre proviene del término telegráfico DX, que significa distancia. El radioyente es el diexista. En el caso de tratarse de radioaficionados se entenderá que la comunicación se establece entre puntos geográficamente alejados. Cuando un radioaficionado transmite las palabras "CQ DX, CQ DX, CQ DX...", es que está buscando un contacto lejano y para colaborar, las emisoras cercanas deben abstenerse de contestar la llamada. En algunos países, los radioaficionados suelen llamar a los diexistas (DXers), "curuyas".[cita requerida]
El DX se puede practicar en todas las bandas de frecuencia y clases de emisión. 
- Los modos más usados por los radioaficionados son la CW y la Banda lateral única (B.L.U.).
- El modo más usado para los radioescuchas es la amplitud modulada y la banda más escuchada generalmente es la onda corta; la comunicación se puede establecer incluso con las antípodas.

El DX en bandas altas como la VHF y la UHF y hasta la SHF también es posible, generalmente con alcances más modestos, del orden de algunos a varios cientos de kilómetros, aunque dicho alcance puede aumentar notablemente con técnicas como el "rebote lunar" o la "dispersión meteórica", o con el empleo de antenas altamente directivas.
- En 2006, radioaficionados escoceses declararon haber recibido durante quince minutos con toda claridad emisoras de FM comercial española (VHF) en las radios de sus autos.[cita requerida]
- Se han registrado casos de DX con modestos transmisores PMR 446 en banda UHF.

Más allá del equipamiento mínimo necesario y de la calidad del mismo, el éxito dependerá en gran medida de las condiciones de propagación (el número de manchas solares es uno de los elementos más influyentes), la frecuencia elegida, la hora del día o la estación del año, que permiten o no que las ondas de radio lleguen hasta el lugar donde estamos y de la eficacia de la antena receptora.
El equipamiento básico puede constar de un simple receptor de radio portátil. Es preferible que el sintonizador esté basado en la tecnología PLL para obtener una buena estabilidad en frecuencia y que el dial sea digital para poder determinar con precisión la frecuencia que se está sintonizando, aunque aparatos antiguos con tecnología de válvulas también dan buenos resultados, a veces incluso mejor que los más modernos.

## El diexismo en el mundo

### Francia
Las autoridades francesas (en 2008, la ANFR) no confieren indicativos a los diexistas. Sin embargo, la asociación de radioaficionados francesa REF-Union confiere gratuitamente indicativos de la forma F-nnnnn (donde n es un dígito) a quienes los solicitan. Si bien no son indicativos oficiales, son comúnmente aceptados como válidos por la comunidad de radioaficionados.

## Equipo
- Antena (puede ser desde una simple antena telescópica integrada en el receptor, hasta una antena direccional de alta ganancia).
- Torre (eleva la altura de la antena; en onda corta, y para una gran variedad de antenas, una antena elevada mejora la señal captada, para alturas mayores a un cuarto de la longitud de onda)
- Cable (línea de transmisión que transmite la señal captada por la antena al receptor)
- Receptor de radio o transceptor de radio

Aunque menos frecuente también es posible hacer diexismo de televisión y de emisoras utilitarias como por ejemplo aeropuertos, aviones, estaciones costeras, meteorológicas, barcos y radiobalizas. 
La escucha de frecuencias profesionales puede constituir delito en distintos países. Existen casos en los cuales hasta la mera posesión de equipos de escucha capaces de barrer ciertas frecuencias es considerado delito. Es recomendable informarse sobre las reglas en vigor en el país donde se practica la escucha. 

## Afición

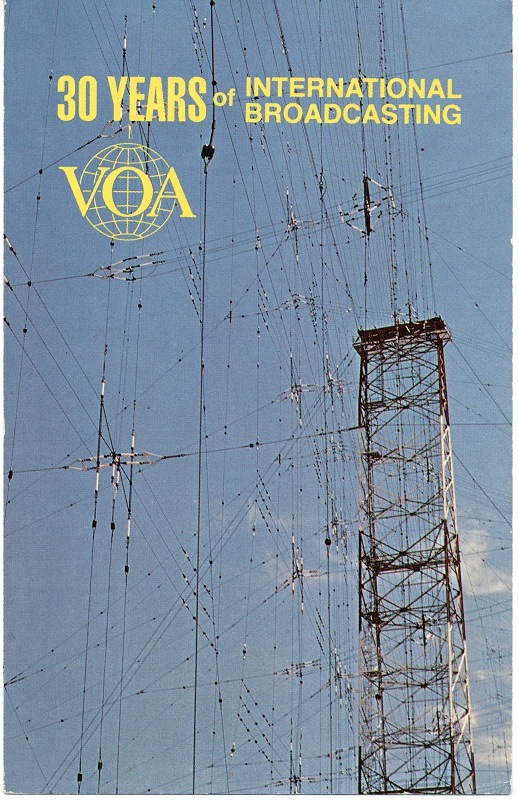
Tarjeta QSL de La Voz de América, 1972.

Muchos diexistas toman su pasatiempo con mucha seriedad y lo convierten en un verdadero desafío. Se suele comenzar con emisoras conocidas que sirven de práctica y como punto de referencia para luego sintonizar emisoras cada vez más débiles y lejanas. Los conocimientos adquiridos por los diexistas han servido en muchos casos para solucionar problemas de recepción y transmisión en las comunicaciones.[cita requerida]
Una vez efectuada la escucha, es usual que el diexista proceda a confeccionar un "informe de recepción" que, mediante el código SINPO (u otros, aunque éste es el más popular), envía a la emisora para hacer saber a ésta la calidad con que ha recibido su emisión. La emisora, en agradecimiento, suele contestar remitiendo una tarjeta QSL al oyente, que éste añadirá a su colección de "trofeos", valorados en función de la rareza del emisor.

## Informe de recepción
El informe de recepción debe indicar día, hora de inicio y fin de la escucha, frecuencia de sintonía, situación geográfica del radioescucha, equipo receptor y antena empleados y un pequeño resumen de la escucha. Para evaluar técnicamente las características de la recepción, se emplea frecuentemente el código SINPO, evaluándose en una escala de 1 a 5 los siguientes aspectos:
- Strength - Intensidad de la señal.
- Interference - Interferencia de otras emisoras, equipos eléctricos, etc.
- Noise - Ruido, interferencias ambientales de tipo natural.
- Propagation - Condiciones de propagación y estabilidad de la señal. Se incluye aquí el "fading" o desvanecimiento de la señal.
- Overall - Apreciación de conjunto de la recepción, resumen-media de los puntos anteriores.

Un SINPO 55555 equivale a una recepción perfecta.
Para reportar estaciones de CW (telegrafía) se suele usar el código RST.
Algunas emisoras que aceptan informes de recepción vía Internet:
- All India Radio Archivado el 1 de febrero de 2007 en Wayback Machine.
- Radio Católica Mundial
- Radio Praga
- World Harvest Radio
- Radio Taiwán Internacional
- Radio Nueva Zelanda Internacional
- Radio Canadá Internacional